# امبلر پارک (کالیفرنیا)
امبلر پارک، کالیفرنیا (به انگلیسی: Ambler Park, California) یک منطقهٔ مسکونی در ایالات متحده آمریکا است که در کالیفرنیا واقع شده‌است.

## خصوصیات
امبلر پارک ۸۷ متر بالاتر از سطح دریا واقع شده‌است.